# S. H. E
S. H. E ist eine aus Taiwan stammende Girlgroup, die in weiten Teilen Asiens bekannt, vor allem aber auf Taiwan, in China, Hongkong, Macau, Malaysia, Singapur, Indonesien und auf den Philippinen erfolgreich ist. Der Bandname setzt sich aus den Anfangsbuchstaben der drei Sängerinnen Selina Jen, Hebe Tian und Ella Chen zusammen.

## Bandgeschichte

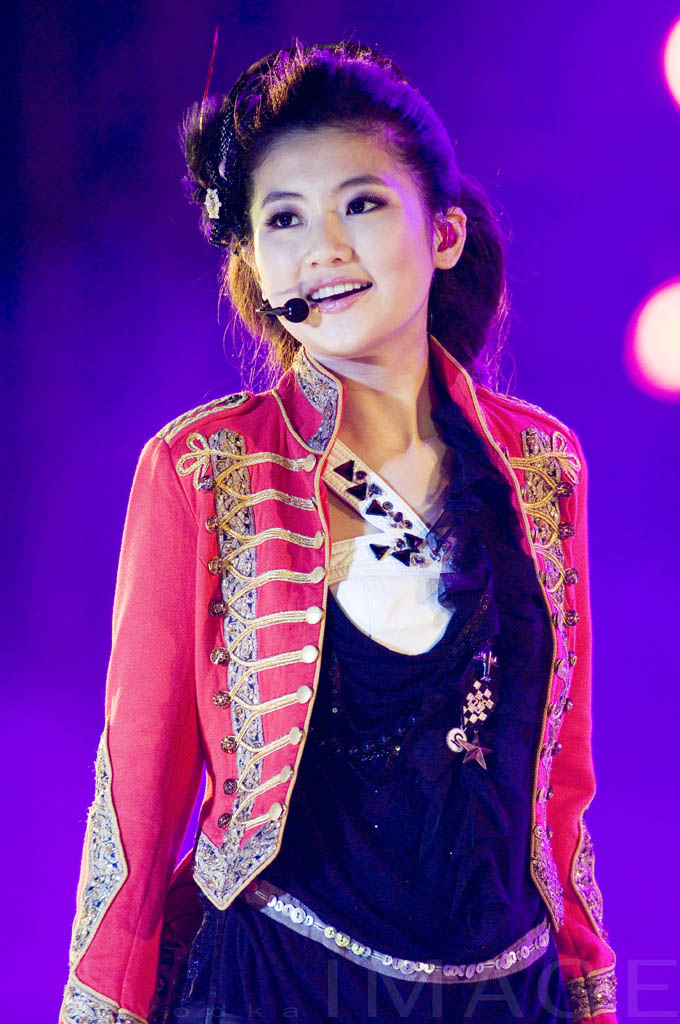
Selina Jen, 2007

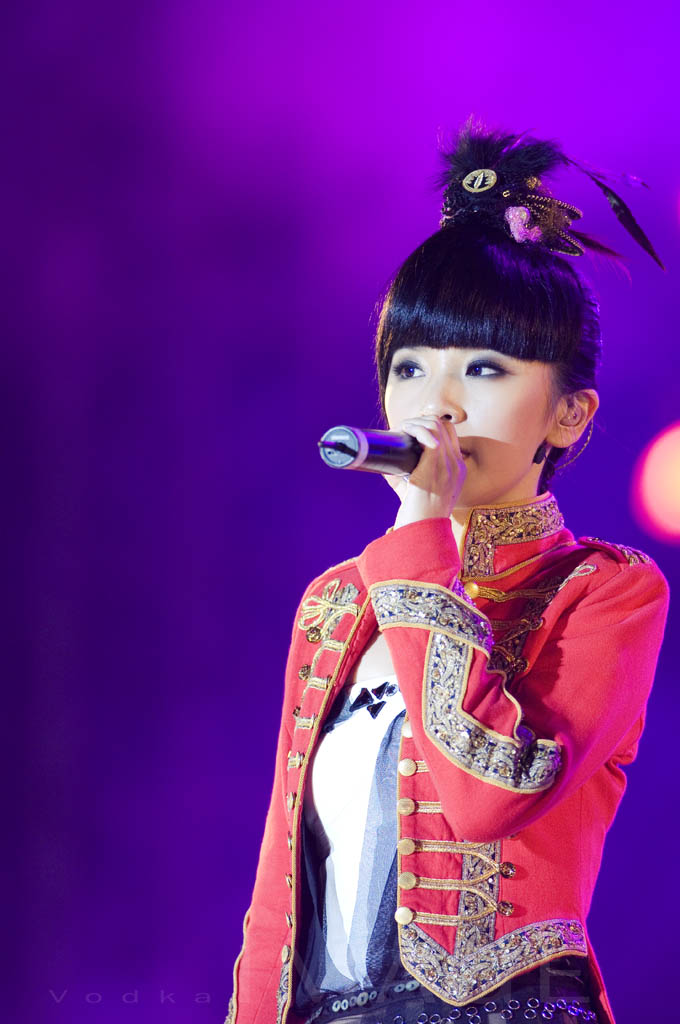
Hebe Tien, 2007

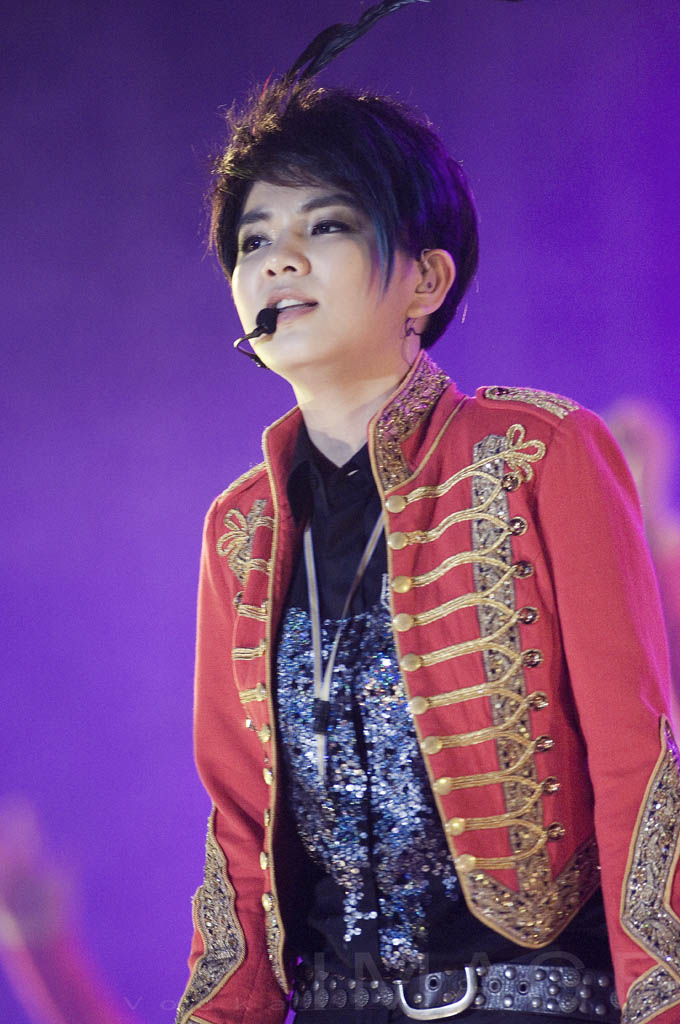
Ella Chen, 2007

Das Musiklabel HIM International Music veranstaltete im August 2000 einen Gesangs- und Schönheitswettbewerb. Gegenüber mehr als 1000 Konkurrentinnen konnten sich schließlich die drei Mädchen durchsetzen und wurden unter Vertrag genommen. Diesem Label haben sie nicht nur ihren lukrativen Plattenvertrag, sondern auch ihre englischen Namen Selina, Hebe und Ella zu verdanken.
Ein schwerer Unfall überschattet seit dem 25. Oktober 2010 die Gesundheit und auch den Look des Mitglieds Selina. Diese und ein weiterer Schauspieler erlitten Brandverletzungen an großen Teilen ihrer Körperoberfläche während eines Filmdrehs. Pyrotechnik sei ungeplanterweise zu früh und daher in ihrer unmittelbaren Nähe explodiert.

## Mitglieder

### Selina Jen
Selina Jen (gelegentlich nach Pinyin als Selina Ren) wurde am 31. Oktober 1981 in Taipeh, Taiwan, geboren. Ihr chinesischer Name lautet Jen Chia-hsüan (chinesisch 任家萱, Pinyin Rèn Jiāxuān, W.-G. Jen Chia-hsüan). Sie ist 163 cm groß. Ihre Familie besteht aus Vater, Mutter und kleiner Schwester. Am 31. Oktober 2011 heiratete sie an ihrem Geburtstag. 

### Hebe Tien
Hebe Tien (gelegentlich nach Pinyin als Hebe Tian) ist das jüngste Bandmitglied und wurde am 30. März 1983 in Hsinchu geboren, wo sie auch aufwuchs. Mit einer Körpergröße von 161 cm ist sie auch die Kleinste. Hebes bürgerlicher Name lautet Tien Fu-chen (田馥甄,  Tián Fùzhēn,  Tien Fu-chen).

### Ella Chen
Ella Chen ist die älteste der drei Sängerinnen und wurde am 18. Juni 1981 in Pingtung als Chen Chia-hwa (陳嘉樺,  Chén Jiāhuà,  Chen Chia-hua) geboren. Sie ist ebenfalls 163 cm groß.

## Diskografie

### Alben
- Girls Dormitory (女生宿舍) (11. September 2001)
- Youth Society (青春株式會社) (29. Januar 2002)
- Genesis (美麗新世界) (5. August 2002) (chinesisch 任家萱, Pinyin Rèn Jiāxuān, W.-G. Jen Chia-hsüan)
- Together (Best Collection) (23. Januar 2003)
- Super Star (22. August 2003)
- Magical Journey (奇幻旅程) (6. Februar 2004)
- Encore (安可) (12. November 2004)
- Once Upon A Time (不想長大) (25. November 2005)
- Forever (New + Best Selection) (21. Juli 2006)
- Play (11. Mai 2007)
- FM S. H. E (23. September 2008)
- SHERO (26. März 2010)
- Blossomy (花又開好了) (16. November 2012)

### Spezielle Songs
- The Rose (蔷薇之恋) OST (3. Juli 2003)

1. Track 04 Flowers Have Bloomed (花都開好了)

- Reaching For The Stars (真命天女) OST (30. September 2005)

1. Track 01 Starlight (星光)
2. Track 05 Just That Moment (---) (Ella Solo)
3. Track 06 Ferris Wheel (---) (Hebe Solo)
4. Track 07 Don't Care (---) (Selina Solo)

- The Little Fairy (天外飛仙電視原聲帶) OST (10. Februar 2006)

1. Track 01 Sights Of Then Thousand Years (一眼萬年)

- TANK – FIGHTING! (生存之道) (29. März 2006)

1. Track 08 Solo Love Song (獨唱情歌) feat. SELINA

- Tokyo Juliet (東方茱麗葉) OST (8. Juni 2006)

1. Track 02 Only Have Feelings For You (---) – Fahrenheit & HEBE

- Hanazakarino Kimitachihe (花樣少年少女) OST (2006)

1. Track 01 Zen Me Ban (怎么办)